# Texas (Wisconsin)
Texas es una localidad ubicada en el condado de Marathon en el estado estadounidense de Wisconsin. En el Censo de 2010 tenía una población de 1615 habitantes y una densidad poblacional de 13,85 personas por km².

## Geografía
Texas se encuentra ubicado en las coordenadas 45°4′21″N 89°33′25″O / 45.07250, -89.55694. Según la Oficina del Censo de los Estados Unidos, Texas tiene una superficie total de 116.61 km², de la cual 115.41 km² corresponden a tierra firme y (1.03%) 1.2 km² es agua.

## Demografía
Según el censo de 2010, había 1615 personas residiendo en Texas. La densidad de población era de 13,85 hab./km². De los 1615 habitantes, Texas estaba compuesto por el 95.98% blancos, el 0.06% eran afroamericanos, el 0.37% eran amerindios, el 2.72% eran asiáticos, el 0% eran isleños del Pacífico, el 0.06% eran de otras razas y el 0.8% pertenecían a dos o más razas. Del total de la población el 0.12% eran hispanos o latinos de cualquier raza.